# Международные связи Казани
Казань ведёт активную международную деятельность. В городе находятся иностранные дипломатическо-торгово-культурные представительства, Казанский Кремль и Институт культуры мира состоят под эгидой ЮНЕСКО, город участвует в побратимско-партнёрских движениях, является членом всемирных организаций городов. В Казани проводились саммит глав СНГ, саммит служб безопасности мира, саммит БРИКС и проводятся другие важные форумы, конференции и мероприятия мирового уровня. В столицу республики, как в мало какие другие города страны, нанесли визиты глава Китая, госсекретарь США, около трёх десятков президентов и премьеров иностранных государств. Реконструированный в 2005 году международный аэропорт обеспечивает полёты в десятки городов разных стран.

### Отделения посольств
- Отделение посольства Белоруссии[1]

### Консульства
В Казани находятся 6 консульских учреждений:
- Генеральное консульство Венгрии[3]
- Генеральное консульство Ирана
- Генеральное консульство Казахстана
- Генеральное консульство Турции
- Генеральное консульство КНР[4]
- Генеральное консульство Узбекистана

В Казани находятся 5 почётных консулов:
- Почётный консул Франции.
- Почётный консул Испании.
- Почётный консул Белоруссии.
- Почётный консул Северной Македонии.
- Почётный консул Намибии

### Визовые центры
- Филиал визового центра Италии[6]
- Объединённый визовый центр ЕС[7]

### Города-побратимы и партнёры
Казань имеет 17 городов-побратимов и 33 города-партнёра.